# Online Soccer Manager
Online Soccer Manager (OSM), voorheen ook Online Football Manager, is de naam van een online voetbalmanagergame die sinds 2001 in Nederland en sinds 2004 ook daarbuiten wordt gespeeld. Het spel is gecreëerd in Nederland door Derwort Media. Online Soccer Manager is de populairste voetbalmanagergame in Nederland. Er zijn ook versies beschikbaar in het Arabisch, Chinees, Deens, Duits, Engels (GB/US), Farsi, Fins, Frans, Grieks, Hindi, Hongaars, Indonesisch, Italiaans, Japans, Noors, Pools, Portugees (PT/BR), Roemeens, Russisch, Spaans, Thai, Turks en Zweeds.

## Het spel
In OSM ben je een coach zonder werk. Om aan de slag te kunnen moet je een contract tekenen (voor één seizoen) door een club uit een van de competities in OSM te kiezen. Je kunt door het inzetten van Boss Coins ook een eigen competitie starten. Daarnaast kun je ook met vrienden spelen, elk met een ander team.
Zodra je het gewenste team hebt gekozen, ben je de coach van dat team, wat je de macht geeft om de hele club te beheren, sponsors te kiezen, spelers te verkopen en kopen van de transferlijst, tactieken en opstellingen te kiezen en spelers te trainen om hun vaardigheden te verbeteren. Je kunt tot vier verschillende teams tegelijk beheren. 
OSM biedt de mogelijkheid om lid te worden van een crew of om er zelf een crew op te richten. Je kunt hier met andere managers uit je crew spelen en je coachingsvaardigheden meten met andere crews in battles. Elke battle bestaat uit 10 spelers, 5 van elke crew en de battle zal bestaan uit 10 wedstrijden waarin elke speler het twee keer opneemt tegen elk lid van de tegenpartij. 
Wanneer de wedstrijden uit de battle zijn afgelopen, zal de crew met de hoogste score de battle winnen en punten ontvangen die gebruikt zullen worden om hogerop te komen in de verschillende crew divisies van het OSM. De laagste crew divisie heet de "Amateur Divisie" en de hoogste divisie is de "OSM Divisie". Om deze divisie te bereiken moeten er minimaal 25.000 battlepunten worden verdiend.

## Doelstelling
Elk team heeft een doel dat aan het eind van het seizoen moet worden bereikt en door het bestuur is vastgesteld. Teams met een beter budget en betere spelers zullen een moeilijker te bereiken doel hebben. In elk seizoen kun je 3 trofeeën halen, league kampioen, beker kampioen en een trofee als je je doelstelling hebt gehaald. Afhankelijk van je prestaties tijdens het seizoen zal je ook beloond worden met manager medailles die je positie als manager zullen verbeteren en Boss Coins, de unieke munteenheid van OSM. De Boss Coins kun je in OSM voor meerdere features gebruiken, van het contracteren van spelers, het spelen van oefenwedstrijden om beter te presteren in de wedstrijd, het contracteren van spelers van de scout tot het oprichten van je eigen crew of het creëren van competities.
Er is ook een deel van het spel waar je achievements kunt verdienen, toegankelijk voor alle gebruikers. Elke voltooide achievement wordt beloond met Boss Coins. Het bekijken van reclamevideo's of het uitvoeren van aanbiedingen van de Business Club zijn andere manieren om Boss Coins te verdienen, naast de mogelijkheid om ze met echt geld te kopen.

## Apps
In 2001 werd Online Soccer Manager opgericht door Derwort Media en maakte in 2011 zijn debuut op Facebook. Sinds 2012 is Online Soccer Manager tevens beschikbaar gekomen voor de iPhone en voor Android. In januari 2014 werd de iPad app gelanceerd.

## Historie
| Jaar | Features en toevoegingen |
| ---- | --- |
| 2001 | In september 2001 bedacht oprichter Jeroen Derwort de basis voor OSM op zijn zolderkamer. |
| 2004 | In 2004 werd Gamebasics opgericht om het succes van OSM internationaal op de kaart te zetten. |
| 2009 | In 2009 maakte Online Soccer Manager zijn debuut op Facebook. |
| 2011 | In november 2011 tikte Online Soccer Manager de 1 miljoen maandelijkse actieve gebruikers aan. |
| 2012 | In februari 2012 lanceerde Gamebasics vol trots de eerste versie van de OSM iPhone app. Slechts een paar maanden na de versie op iOS werd ook de Android app gelanceerd. |
| 2014 | Het jaar startte met de lancering van de nieuwe OSM iPad app. In juni volgde de mijlpaal van 5 miljoen maandelijkse actieve OSM gebruikers! |
| 2016 | In 2016 werd OSM 3.0 gelanceerd, een update met een nieuw design, nieuwe game features en introductie van de Boss Coins. |
| 2018 | De feature Crews werd gelanceerd en maakt OSM nog leuker om met familie en vrienden te spelen. |
| 2019 | In de loop van 2019 werden twee zeer belangrijke veranderingen aan het spel toegevoegd; de vervanging van de klassieke karakters van het spel (Doerak), voor modernere karakters en de implementatie van Tournaments, een nieuwe spelmodus met knock-outfases. |
| 2020 | Begin 2020 werden er veel nieuwe competities en lagere divies toegevoegd, zoals de Amerikaanse 2e divisie. In mei kwam de Winners Cup, via verschillende competities kunnen users zich plaatsen voor een plek in de Winners Cup als zij de doelstelling halen. Zij nemen hun opbebouwde team mee naar het Toernooi. Eind 2020 werden er verschillende features gelanceerd, zo kwam de veelgevraagde feature Fantasy League in OSM; een feature die gebruikers de mogelijkheid geeft om een eigen team samen te stellen met een beperkt budget. Daarnaast werden kwamen er voor het eerst In Form spelers op de Transferlijst, iets wat wekelijkse terug keert in OSM. Het jaar eindigde met de introductie van Manager Medailles en Divisies; users verdienen en verliezen Manager Medailles, waarmee zij stijgen of dalen in verschillende divisies (1; Beginner en 10; Legende). |
| 2021 | In april werden Prijzenpot en Knockout Royale (een knock-outtoernooi met 128 managers) geïntroduceerd. De inleg voor de deelname aan een Knockout Royale vormen een Prijzenpot, die verdeeld wordt onder de best presterende teams. |

## Mascotte
De voormalig mascotte van OSM, Doerak, had een kenmerkend uiterlijk. Het was een kaal mannetje zonder neus en hij droeg een voetbalshirtje in de kleuren blauw-geel.
In 2019 introduceerde OSM niet alleen een nieuw hoofdkarakter, maar werden alle karakters volledig vernieuwd. De nieuwe, meer realistische karakters lijken meer op een mens.

## Competities
Er zijn 164 competities waaruit de managers een team kunnen kiezen om te managen. Het aanbod varieert en er worden regelmatig updates uitgevoerd om de competities up-to-date te houden.
Ook zijn er tijdelijk beschikbare Toernooien in OSM, veelal zijn dit historische Toernooien en deze meestal een maand beschikbaar in OSM.
| Competitie OSM                | Echte competitie                          | Uitleg                                                                                    |
| ----------------------------- | ----------------------------------------- | ----------------------------------------------------------------------------------------- |
| African Champions Cup         | Afrika Cup                                | Competitie tussen de beste Afrikaanse voetballanden.                                      |
| Albanië                       | Kategoria Superiore                       | Hoogste competitie in het Albanese voetbal.                                               |
| Algerije                      | Algerian Championnat National             | Hoogste competitie in het Algerijnse voetbal.                                             |
| All Stars                     | Enkel in OSM                              | Beste spelers aller tijden uit 20 grote voetballanden.                                    |
| Americas Cup 2021             | Copa America                              | Competitie tussen Zuid-Amerikaanse landenteams.                                           |
| Andorra                       | Primera Divisió                           | Hoogste competitie in Andorrese voetbal.                                                  |
| Argentinië                    | Primera División Argentinië               | Hoogste competitie in het Argentijnse voetbal.                                            |
| Argentinie 2e Divisie A       | Primera B Nacional                        | Op een na hoogste competitie in het Argentijnse voetbal.                                  |
| Argentinie 2e Divisie B       | Primera B Nacional                        | Op een na hoogste competitie in het Argentijnse voetbal.                                  |
| Armenië                       | Bardzragujn chumb                         | Hoogste competitie in het Armeense voetbal.                                               |
| Asian Champions Cup           | AFC Champions League                      | Competitie tussen Aziatische en Australische voetbalclubs.                                |
| Australië                     | A-League                                  | Hoogste competitie in het Australische voetbal.                                           |
| Azerbeidzjan                  | Azerbaycan Premyer Ligasi                 | Hoogste competitie in het Azerbeidzjaanse voetbal.                                        |
| Balkanleague                  | Enkel in OSM                              | Competitie met 16 grote teams uit de Balkan.                                              |
| België                        | Jupiler Pro league                        | Hoogste competitie in het Belgische voetbal.                                              |
| België (2e)                   | Exqi League                               | Op een na hoogste competitie in het Belgische voetbal.                                    |
| Best of the Leagues           | Enkel in OSM                              | Competitie tussen de beste clubs uit diverse competities.                                 |
| Beste Landenteams             | Enkel in OSM                              | Competitie met beste landenteams uit de historie.                                         |
| Bolivia                       | Primera División                          | Hoogste competitie in het Boliviaanse voetbal.                                            |
| Bosnië-Herzegovina            | Premijer Liga                             | Hoogste competitie in het Bosnische voetbal.                                              |
| Brazilië                      | Campeonato Brasileiro                     | Hoogste competitie in het Braziliaanse voetbal.                                           |
| Brazilie 2e                   | Campeonato Brasileiro Série B             | Op een na hoogste competitie in het Braziliaanse voetbal.                                 |
| Bulgarije                     | A Grupa                                   | Hoogste competitie in het Bulgaarse voetbal.                                              |
| Canada                        | Canadian Soccer League                    | Professionele voetbalcompetitie in het Canadese voetbal.                                  |
| Champions Cup                 | UEFA Champions League                     | Competitie tussen de beste Europese voetbalclubs.                                         |
| Champions Cup Knockout        | UEFA Champions League                     | Competitie tussen de beste Europese voetbalclubs.                                         |
| Chili                         | Campeonato Nacional BancoEstado           | Hoogste competitie in het Chilieense voetbal.                                             |
| China                         | Chinese Football Association Super League | Nationale voetbalcompetitie van China.                                                    |
| Colombia                      | Categoría Primera A                       | Hoogste competitie in het Colombiaanse voetbal.                                           |
| Community League M            | Enkel in OSM                              | Competitie tussen 16 teams, verdeeld over 4 groepen met 4 teams per groep.                |
| Community League S            | Enkel in OSM                              | Competitie tussen 12 teams, verdeeld over 4 groepen met 3 teams per groep.                |
| Costa Rica                    | Liga Costarricense de Primera División    | Hoogste competitie in het Costa Ricaans voetbal.                                          |
| Crews                         | Enkel op OSM                              | Competitie tussen de beste OSM-crews.                                                     |
| Cyprus                        | Cypriotische eerste divisie               | Hoogste competitie in het Cypriotische voetbal.                                           |
| Denemarken                    | SAS Ligaen                                | Hoogste competitie in het Deense voetbal.                                                 |
| Duitsland                     | Bundesliga                                | Hoogste competitie in het Duitse voetbal.                                                 |
| Duitsland 2e                  | 2. Bundesliga                             | Op een na hoogste competitie in het Duitse voetbal.                                       |
| Duitsland 3e                  | 3. Bundesliga                             | Op twee na hoogste competitie in het Duitse voetbal.                                      |
| Duitsland Speciaal            | Enkel in OSM                              | Hoogste competitie in het Duitse voetbal met aangepaste spelersnamen.                     |
| Ecuador                       | Copa Credife                              | Hoogste competitie in het Ecuadoriaanse voetbal.                                          |
| Egypte                        | Premier League (Egypte)                   | Hoogste competitie in het Egyptische voetbal.                                             |
| Engeland                      | Premier League                            | Hoogste competitie in het Engelse voetbal.                                                |
| Engeland 1e                   | The Championship                          | Op een na hoogste competitie in het Engelse voetbal.                                      |
| Engeland 2e                   | League One                                | Op twee na hoogste competitie in het Engelse voetbal.                                     |
| Engeland 3e                   | League Two                                | Vierde divisie in het Engelse voetbal.                                                    |
| Engeland 4e                   | National League                           | Vijfde divisie in het Engelse voetbal.                                                    |
| Engeland 5e                   | National League North & South             | Zesde divisie in het Engelse voetbal.                                                     |
| Estland                       | Meistriliiga                              | Hoogste competitie in het Estse voetbal.                                                  |
| Euro Subs Cup                 | Europa League                             | Op een na hoogste competitie tussen Europese voetbalclubs.                                |
| Europa U21                    | EK onder 21                               | Competitie tussen Europese landenteams met spelers onder de 21 jaar.                      |
| Faeröer                       | Meistaradeildin                           | Hoogste competitie in het Faeröers voetbal.                                               |
| Fantasy 100                   | Enkel in OSM                              | Competitie waarin je een droomteam kunt samenstellen met een budget van 100 miljoen.      |
| Fantasy 150                   | Enkel in OSM                              | Competitie waarin je een droomteam kunt samenstellen met een budget van 150 miljoen.      |
| Filipijnen                    | Philippine Football League                | Hoogste competitie in het Filipijnse voetbal.                                             |
| Finland                       | Veikkausliiga                             | Hoogste competitie in het Finse voetbal.                                                  |
| Frankrijk                     | Ligue 1                                   | Hoogste competitie in het Franse voetbal.                                                 |
| Frankrijk 2e                  | Ligue 2                                   | Op een na hoogste competitie in het Franse voetbal.                                       |
| Frankrijk 3e                  | Championnat National                      | Op twee na hoogste competitie in het Franse voetbal.                                      |
| Georgië                       | Erovnuli Liga                             | Hoogste competitie van het Georgische voetbal.                                            |
| Ghana                         | Premier League (Ghana)                    | Hoogste competitie in het Ghanese voetbal.                                                |
| Gibraltar                     | Gibraltar National League                 | Hoogste competitie van het Gibraltarese voetbal.                                          |
| Griekenland                   | Alpha Ethniki                             | Hoogste competitie in het Griekse voetbal.                                                |
| Griekenland 2e                | Super League 2                            | Op een na hoogste competitie in het Griekse voetbal.                                      |
| Hongarije                     | Soproni Liga                              | Hoogste competitie in het Hongaarse voetbal.                                              |
| Hongkong                      | Hong Kong Premier League                  | Hoogste competitie van het Hongkongse voetbal.                                            |
| Ierland                       | Eircom League                             | Hoogste competitie in het Ierse voetbal.                                                  |
| IJsland                       | Landsbankadeild                           | Hoogste competitie in het IJslandse voetbal.                                              |
| India                         | I-League                                  | Hoogste competitie in het Indiase voetbal.                                                |
| India 2e                      | I-League 2nd Division                     | Op een na hoogste competitie in het Indiase voetbal.                                      |
| Iran                          | Iran Pro League                           | Hoogste competitie in het Iraanse voetbal.                                                |
| Israël                        | Ligat Ha'Al                               | Hoogste competitie in het Israëlische voetbal.                                            |
| Italië                        | Serie A                                   | Hoogste competitie in het Italiaanse voetbal.                                             |
| Italië 2e                     | Serie B                                   | Op een na hoogste competitie in het Italiaanse voetbal.                                   |
| Italië 3e A                   | Serie C                                   | Op twee na hoogste competitie van het Italiaanse voetbal.                                 |
| Italië 3e B                   | Serie C                                   | Op twee na hoogste competitie van het Italiaanse voetbal.                                 |
| Italië 3e C                   | Serie C                                   | Op twee na hoogste competitie van het Italiaanse voetbal.                                 |
| Japan                         | J-League                                  | Hoogste competitie in het Japanse voetbal.                                                |
| Kampioenenstrijd              | Enkel in OSM                              | Competitie met de kampioenen uit diverse competities.                                     |
| Kazachstan                    | Premjer-Liga                              | Hoogste competitie in het Kazachstaanse voetbal.                                          |
| Knockout Royale               | Enkel in OSM                              | Competitie met 128 teams en knockout systeem.                                             |
| Koeweit                       | Premier League                            | Hoogste competitie in het Koeweitse voetbal.                                              |
| Kosovo                        | Superliga                                 | Hoogste competitie in het Kosovaarse voetbal.                                             |
| Kroatië                       | Hrvatska Nogometna Liga                   | Hoogste competitie in het Kroatische voetbal.                                             |
| Landenstrijd A                | Nations League                            | Competitie tussen landenteams van lidstaten van de UEFA.                                  |
| Landenstrijd B                | Nations League                            | Competitie tussen landenteams van lidstaten van de UEFA.                                  |
| LatAm Champions Cup           | Copa Libertadores                         | Competitie tussen Zuid-Amerikaanse voetbalclubs.                                          |
| Letland                       | Virslīga                                  | Hoogste competitie in het Letse voetbal.                                                  |
| Litouwen                      | A lyga                                    | Hoogste competitie in het Litouwse voetbal.                                               |
| Luxemburg                     | Nationaldivisioun                         | Hoogste competitie in het Luxemburgse voetbal.                                            |
| Maleisië                      | Malaysia Super League                     | Hoogste competitie in het Maleisische voetbal                                             |
| Malta                         | Premier League                            | Hoogste competitie in het Maltese voetbal.                                                |
| Marokko                       | Botola Pro                                | Hoogste competitie in het Marokkaanse voetbal.                                            |
| Mexico                        | Primera División de México                | Hoogste competitie in het Mexicaanse voetbal.                                             |
| Mexico 2e                     | Liga de Ascenso                           | Op een na hoogste competitie in het Mexicaanse voetbal.                                   |
| Moldavië                      | Divizia Națională                         | Hoogste competitie in het Moldavische voetbal.                                            |
| Montenegro                    | Prva Crnogorska Liga                      | Hoogste competitie in het Montenegrijnse voetbal.                                         |
| N/C Amerikaanse Champions Cup | CONCACAF Champions League                 | Competitie tussen Noord-Amerikaanse, Caraïbische en Centraal-Amerikaanse voetbalclubs.    |
| N/C Amerikaanse Gold Cup      | CONCACAF Gold Cup                         | Competitie tussen Noord-Amerikaanse, Caraïbische en Centraal-Amerikaanse voetbalclubs.    |
| Nederland                     | Eredivisie                                | Hoogste competitie in het Nederlandse voetbal.                                            |
| Nederland 2e                  | Eerste divisie                            | Op een na hoogste competitie in het Nederlandse voetbal.                                  |
| Nederland 3e                  | Tweede divisie                            | Op twee na hoogste competitie in het Nederlandse voetbal.                                 |
| Nieuw-Zeeland                 | New Zealand Football Championship         | Hoogste competitie in het Nieuw-Zeelandse voetbal.                                        |
| Noord-Ierland                 | IFA Premiership                           | Hoogste competitie in het Noord-Ierse voetbal.                                            |
| Noord-Macedonië               | Prva Liga                                 | Hoogste competitie in het Macedonische voetbal.                                           |
| Noorwegen                     | Tippeligaen                               | Hoogste competitie in het Noorse voetbal.                                                 |
| Noorwegen 2e                  | 1. divisjon                               | Op een na hoogste competitie in het Noorse voetbal.                                       |
| Oekraïne                      | Vysjtsja Liha                             | Hoogste competitie in het Oekraïense voetbal.                                             |
| Oekraïne 2e                   | Persja Liha                               | Op een na hoogste competitie in het Oekraïense voetbal.                                   |
| Oezbekistan                   | Oliy liga                                 | Hoogste competitie in het Oezbekische voetbal.                                            |
| Oostenrijk                    | Bundesliga                                | Hoogste competitie in het Oostenrijkse voetbal.                                           |
| Oostenrijk 2e                 | 2. Liga                                   | Op een na hoogste competitie in het Oostenrijkse voetbal.                                 |
| OSM Euros 2020                | UEFA Euro 2020                            | Competitie tussen Europese landenteams.                                                   |
| Paraguay                      | Liga Paraguaya                            | Hoogste competitie in het Paraguayaanse voetbal.                                          |
| Peru                          | Primera División Peruana                  | Hoogste competitie van het Peruviaanse voetbal.                                           |
| Polen                         | Ekstraklasa                               | Hoogste competitie in het Poolse voetbal.                                                 |
| Polen 2e                      | I liga                                    | Op een na hoogste competitie in het Poolse voetbal.                                       |
| Portugal                      | SuperLiga                                 | Hoogste competitie in het Portugese voetbal.                                              |
| Portugal 2e                   | Segunda Liga                              | Op een na hoogste competitie in het Portugese voetbal.                                    |
| Qatar                         | Qatari League                             | Hoogste competitie in het Qatarese voetbal.                                               |
| Roemenië                      | Liga 1                                    | Hoogste competitie in het Roemeense voetbal.                                              |
| Roemenië 2e                   | Liga 2                                    | Op een na hoogste competitie in het Roemeense voetbal.                                    |
| Rusland                       | Premjer-Liga                              | Hoogste competitie in het Russische voetbal.                                              |
| Rusland 2e                    | Pervy divizion PFL                        | Op een na hoogste competitie in het Russische voetbal.                                    |
| San Marino                    | Campionato Sammarinese di Calcio          | Hoogste competitie in het San Marinese voetbal.                                           |
| Saudi-Arabië                  | Saudi Professional League                 | Hoogste competitie in het Saudi-Arabische voetbal.                                        |
| Schotland                     | Scottish Premier League                   | Hoogste competitie in het Schotse voetbal.                                                |
| Schotland 2e                  | First Divison                             | Op een na hoogste competitie in het Schotse voetbal.                                      |
| Servië                        | Meridian Superliga                        | Hoogste competitie in het Servische voetbal.                                              |
| Singapore                     | S.League                                  | Hoogste competitie in het Singaporese voetbal.                                            |
| Slovenië                      | 1. slovenska nogometna liga               | Hoogste competitie in het Sloveense voetbal.                                              |
| Slowakije                     | Corgoň Liga                               | Hoogste competitie in het Slowaakse voetbal.                                              |
| Spanje                        | Primera División                          | Hoogste competitie in het Spaanse voetbal.                                                |
| Spanje 2e                     | Segunda División A                        | Op een na hoogste competitie in het Spaanse voetbal.                                      |
| Spanje 3e A                   | Segunda División B                        | Op twee na hoogste competitie in het Spaanse voetbal.                                     |
| Spanje 3e B                   | Segunda División B                        | Op twee na hoogste competitie in het Spaanse voetbal.                                     |
| Spanje 3e C                   | Segunda División B                        | Op twee na hoogste competitie in het Spaanse voetbal.                                     |
| Spanje 3e D                   | Segunda División B                        | Op twee na hoogste competitie in het Spaanse voetbal.                                     |
| Teams van Vroeger A           | Enkel op OSM                              | Competitie bestaande uit een combinatie van de beste voetbalteams uit de jaren 1940-1985. |
| Teams van Vroeger B           | Enkel op OSM                              | Competitie bestaande uit een combinatie van de beste voetbalteams uit de jaren 1985-2000. |
| Thailand                      | Thai League 1                             | Hoogste competitie in het Thaise voetbal.                                                 |
| Tsjechië                      | Synot liga                                | Hoogste competitie in het Tsjechische voetbal.                                            |
| Tunesië                       | Nationale A                               | Hoogste competitie in het Tunesische voetbal.                                             |
| Turkije                       | Süper Lig                                 | Hoogste competitie in het Turkse voetbal.                                                 |
| Turkije 2e                    | TFF 1. Lig                                | Op een na hoogste competitie in het Turkse voetbal.                                       |
| Turkije 3e A                  | TFF 2. Lig                                | Op twee na hoogste competitie in het Turkse voetbal.                                      |
| Turkije 3e B                  | TFF 2. Lig                                | Op twee na hoogste competitie in het Turkse voetbal.                                      |
| Uruguay                       | Primera División Uruguaya                 | Hoogste competitie in het Uruguayaanse voetbal.                                           |
| Venezuela                     | Primera División Venezolana               | Hoogste competitie in het venezolaanse voetbal.                                           |
| Verenigde Arabische Emiraten  | Liga van de Verenigde Arabische Emiraten  | Hoogste competitie in van de Verenigde Arabische Emiraten.                                |
| Verenigde Staten A            | Major League Soccer                       | Hoogste competitie in Amerikaanse voetbal.                                                |
| Verenigde Staten B            | Major League Soccer                       | Hoogste competitie in Amerikaanse voetbal.                                                |
| Verenigde Staten 2e A         | USL Championship                          | Op een na hoogste competitie Amerikaanse voetbal.                                         |
| Verenigde Staten 2e B         | USL Championship                          | Op een na hoogste competitie Amerikaanse voetbal.                                         |
| Wales                         | Vauxhall Welshe Premier League            | Hoogste competitie in het Welshe voetbal.                                                 |
| Wereld 1998                   | FIFA Wereldkampioenschap 1998             | Competitie tussen de landenteams van 1998.                                                |
| Wereld 2002                   | FIFA Wereldkampioenschap 2002             | Competitie tussen de landenteams van 2002.                                                |
| Wereld 2018                   | FIFA wereldkampioenschap 2018             | Competitie tussen de landenteams van 2018.                                                |
| Wit-Rusland                   | Vysjejsjaja Liga                          | Hoogste competitie in het Wit-Russische voetbal.                                          |
| Zomerspelen                   | Olympische Zomerspelen 2020               | Competitie tussen 16 landenteams.                                                         |
| Zuid-Afrika                   | Premier Soccer League                     | Hoogste competitie in het Zuid-Afrikaanse voetbal.                                        |
| Zuid-Korea                    | K-League                                  | Hoogste competitie in het Zuid-Koreaanse voetbal.                                         |
| Zweden                        | Allsvenskan                               | Hoogste competitie in het Zweedse voetbal.                                                |
| Zweden 2e                     | Superettan                                | Op een na hoogste competitie in het Zweedse voetbal.                                      |
| Zwitserland                   | Axpo Super League                         | Hoogste competitie in het Zwitserse voetbal.                                              |
| Zwitserland 2e                | Challenge League                          | Op een na hoogste competitie in het Zwitserse voetbal.                                    |